# Họ Bất đẳng diệp
Họ Bất đẳng diệp (danh pháp khoa học: Anisophylleaceae) là một họ nhỏ với 4 chi và khoảng 34-36 loài, thuộc về bộ Bầu bí (Cucurbitales) theo như phân loại gần đây nhất của AGP II. Tuy nhiên nó là cô lập hơn cả đối với các nhánh ở cấp độ họ trong phạm vi bộ này, với việc thể hiện một số nét tương tự về hình thái hoa với chi Ceratopetalum của họ Cunoniaceae (thuộc bộ Chua me đất (Oxalidales).). Một vài đặc trưng về gỗ của họ này là nguyên thủy hơn so với cùng các đặc trưng đó ở các họ khác trong cùng bộ Cucurbitales.
Trước đây, họ này được Takhtadjan phân loại trong bộ của chính nó, gọi là Anisophylleales (năm 1997).

## Phân bố
Họ này có sự phân bố liên vùng nhiệt đới thuộc Nam Mỹ, châu Phi, miền nam Ấn Độ, Sri Lanka và miền nam Đông Nam Á. Họ này chứa các loài cây từ cây bụi tới các cây gỗ kích thước trung bình hoặc tương đối lớn, sinh sống trong các vùng rừng nhiệt đới ẩm ướt và đầm lầy.

## Đặc điểm
Lớp vỏ bọc trong dày khoảng 2 lớp tế bào, không có các tế bào nhựa mủ, các cánh hoa không có râu ngọn và cũng không có lớp vỏ ngoài hóa cứng. Đây là một trong số những đặc điểm mà họ Anisophylleaceae là khác với họ Đước (Rhizophoraceae, thuộc bộ Malpighiales), họ mà trước đây người ta thường kết hợp hoặc đưa họ Bất đẳng diệp vào trong đó.
Các lá với gân lá hình chân vịt với kết cấu như da, mép lá nguyên, thường là bất đối xứng ở phần gốc lá, vì thế mà có tên gọi bất đẳng diệp. Chúng hoặc có các lá kèm nhỏ hoặc không có. Các lá mọc so le; xoắn hay xếp thành hai dãy (4 dãy ở Anisophyllea). Các cặp lá có thể khác biệt rõ nét về kích thước hay hình dáng.
Các hoa nhỏ, đều và thuộc dạng chia 3 tới 5 phần. Chúng thường kết hợp lại thành tổ hợp chùm hay cành hoa ở nách lá. Hoa chủ yếu là đơn tính cùng gốc, ngoại trừ chi Combretocarpus có hoa lưỡng tính (hoa hoàn hảo).
Bầu nhụy hạ, 3 tới 4 ngăn, phát triển thành quả hạch hay quả cánh (ở Combretocarpus) thường với 1 hạt, nhưng ở chi Poga là 3-4 hạt.

## Tiến hóa
Sự đa dạng trong họ Anisophylleaceae có thể đã bắt đầu khoảng 107-67 (~85) triệu năm trước; chi Combretocarpus có quan hệ chị-em với phần còn lại của họ.

## Các chi
- Anisophyllea R.Br. ex Sabine (bao gồm cả Anisophyllum, Tetracarpaea): Khoảng 30 loài
- Combretocarpus Hook.f.
- Poga Pierre
- Polygonanthus Ducke

## Phát sinh chủng loài
Kết quả phân tích DNA cho thấy Combretocarpus là chị-em với phần còn lại của họ), điều này là hơi mâu thuẫn với các mối quan hệ khi xét theo các dữ liệu hình thái học, trong đó người ta cho rằng tổ tiên họ này rẽ thành hai nhánh, một nhánh dẫn tới Anisophyllea và Combretocarpus, còn nhánh kia dẫn tới Poga và Polygonanthus. Tuy nhiên, một nghiên cứu hình thái khác lại cho rằng Polygonanthus có túi phôi kiểu Polygonum, là giống như Anisophyllea nhưng không giống như Combretocarpus (với túi phôi kiểu Allium). Điều này cùng với các kết quả so sánh các trạng thái đặc trưng phôi học khác, chỉ ra rằng Combretocarpus có vị trí cô lập trong họ Anisophylleaceae. Điều này có thể có một ảnh hưởng quan trọng lên tính phân cực của các đặc trưng trong họ khi xét tổng thể.
Cây phát sinh chủng loài dưới đây lấy theo Zhang và ctv (2007).

|  | Polygonanthus                                         |
|  |                                                       |
|  | \| \| Poga \| \| \| \| \| \| Anisophyllea \| \| \| \| |
|  |                                                       |
|  | Poga                                                  |
|  |                                                       |
|  | Anisophyllea                                          |
|  |                                                       |

|  | Poga         |
|  |              |
|  | Anisophyllea |
|  |              |

|  | Polygonanthus                                         |
|  |                                                       |
|  | \| \| Poga \| \| \| \| \| \| Anisophyllea \| \| \| \| |
|  |                                                       |
|  | Poga                                                  |
|  |                                                       |
|  | Anisophyllea                                          |
|  |                                                       |

|  | Poga         |
|  |              |
|  | Anisophyllea |
|  |              |